# 능동 레이더 유도

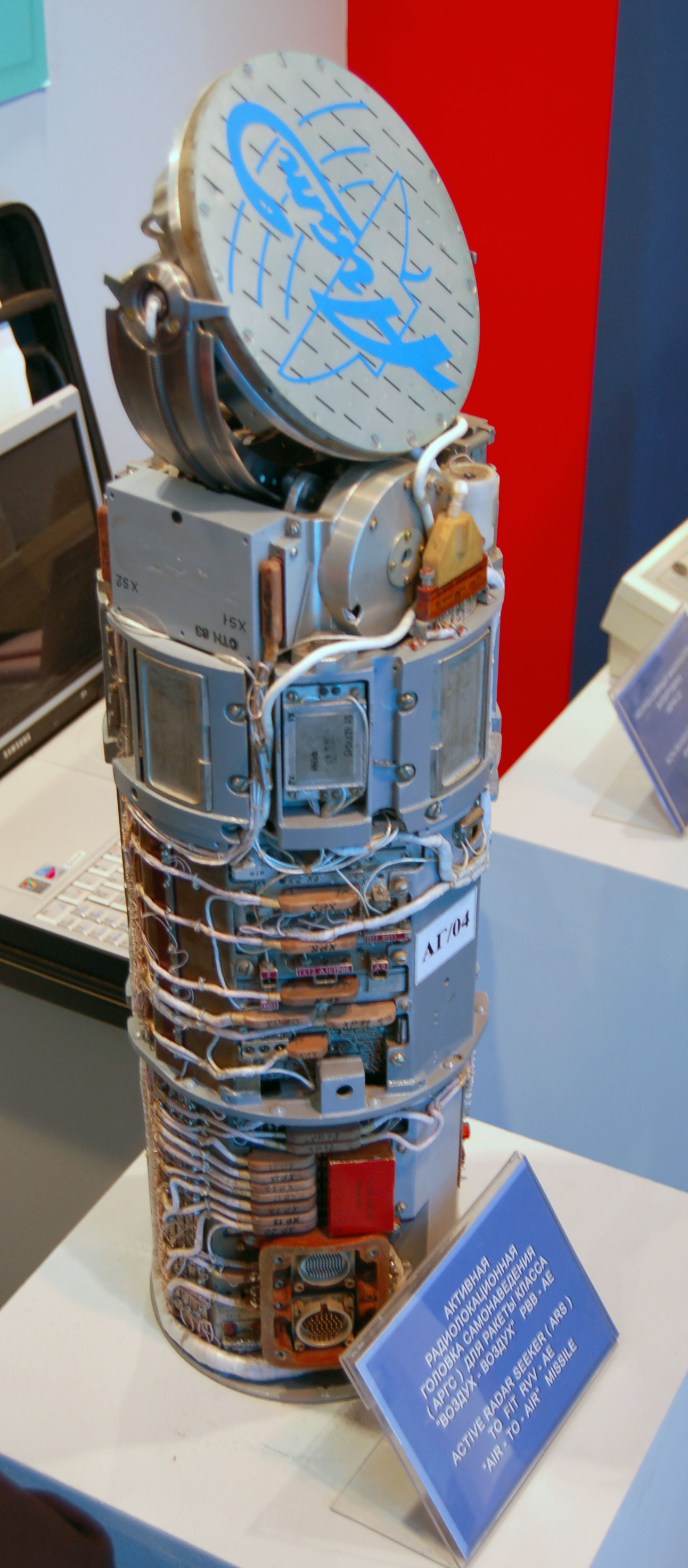
미국의 암람 미사일과 같다고 해서 암람스키라고도 불리는 빔펠 R-77 미사일의 액티브 레이더

능동 레이더 유도(ARH: Active radar homing)는 미사일의 유도방식 중 하나이다. 미사일 자체에 소형 레이더를 탑재하여 그 레이더의 추적에 의해 목표물에 명중하는 유도방식이다.
미국 등 NATO의 조기경보기나 전투기에서는, 능동 레이더 유도 공대공 미사일을 발사할 경우, 아군 오폭을 방지하기 위해 폭스 쓰리(Fox Three) 라고 외친다.
미사일의 레이더는 매우 작기 때문에, 탐지거리가 매우 짧아서 원거리에서는 작동이 불가능하다. 따라서, 보통은 목표물의 근접거리 까지는 외부의 대형 레이더가 지령유도를 하여 주고, 목표물이 근접하면 미사일 자체 레이더가 작동한다.
목표물에 명중할 때까지 외부의 대형 레이더로 유도할 수 없는 이유는, 대형 레이더의 오차 때문이다. 현재 가장 정밀한 레이더라는 EL/M-2075 EL/M-2032 등의 조기경보레이더다의 경우도, 목표물과의 실제 오차가 5m 정도 된다고 알려져 있다. 이러한 오차로는 목표물을 명중할 수 없으며, 따라서, 근접한 상태에서 미사일 자체 레이더를 켜면, 이 레이더는, 탐지거리는 매우 짧지만, 매우 가까운 거리에서 레이더 측정을 하는 것이기 때문에, 정확도가 매우 높다.
현재 패트리어트 미사일, 스탠다드 미사일, S-400, HQ-9, 철매2, 하푼, 엑조세, 헬파이어 미사일 등 주요국의 미사일들이 모두 이러한 능동 레이더 유도방식을 채택하고 있다.
어뢰의 경우에도, 소형 능동 소나를 어뢰에 내장하여, 목표물에 근접한 경우 소나가 작동한다. 목표물에 근접할수록 "핑핑핑핑" 하는 소리의 주기가 짧아진다.

## 같이 보기
- 관성 항법 유도(INS)
- GPS 유도
- 지령유도
- 반능동 레이더 유도
- 적외선 유도